# Pollès
Dominique Pollès dit Pollès est un sculpteur français né à Paris en 1945. Son sujet d'étude favoris est le corps humain en particulier celui de la femme. 

## Biographie

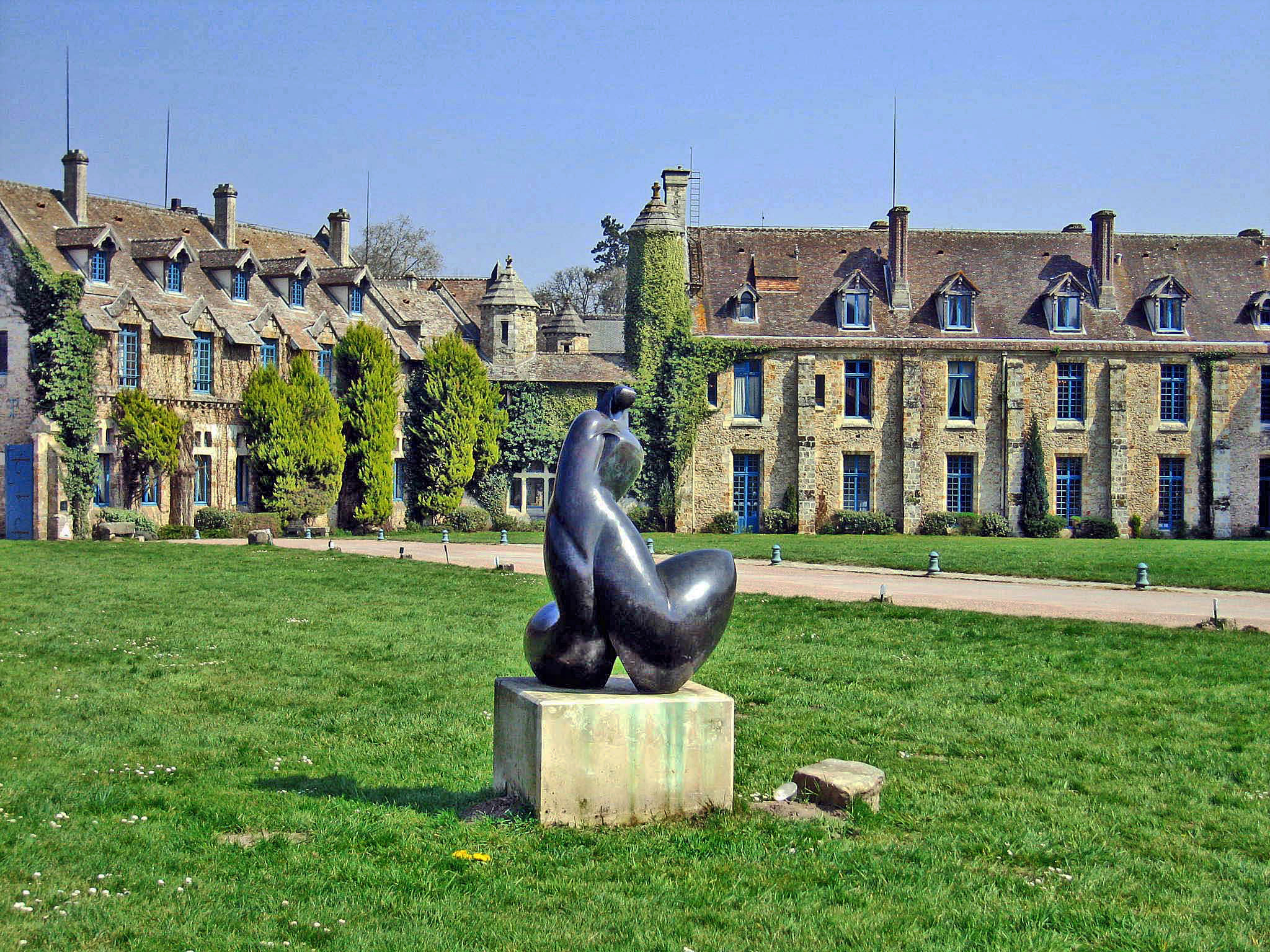
Une œuvre à l'abbaye des Vaux-de-Cernay.

Il commence des études de médecine tout en fréquentant les cours de dessins de l’Académie Charpentier. L’anatomie le passionne. Le 3 juillet 1966, il découvre la sculpture au côté de son ami sculpteur Enzo Plazota. 
Le 28 juillet 1970, il s’installe à Carrare, cité du Marbre, et ne quittera plus la maison de Pietrasanta. Quelques années plus tard, il crée sa propre fonderie chez lui et utilise presque exclusivement le bronze pour ses œuvres. 
Ses créations, inscrites dans la tradition de la sculpture grecque, sont un court-circuit entre Aristide Maillol et Brancusi, entre la masse de l'un et la pointe de l'autre. Les corps charnus mais dynamiques sont d'autant plus attrayants grâce à leur patine, sensuelle et polie, tandis que leur forme font échos à l'art de Picasso,,.

## Œuvres publiques monumentales
- Abbaye des Vaux-de-Cernay en permanence à l'abbaye, Cernay-la-Ville, 1992
- Trianon Palace, Versailles, 1993
- Hôtel-de-ville de Bruxelles, salle Ogivale, Grande Place, Bruxelles, Belgique, 1995
- Golf Club de l'Amirauté, en permanence collection privée sur le golf, Deauville, France.
- Les Jardins de Bagatelle : les sculptures dans l'Orangerie et la Roseraie de Bagatelle, Paris, France.
- International Art Project, English Bay, Vancouver, Canada.
- Donjon de Vez : Le Corps mis à nu ; Vez, France.
- Cyrénaique, sculptures monumentales, Les Jardins dans la Ville, Argentan, France, 2009
- Hainan - Rendez-Vous, Sanya, Hainan, Chine.
- Neuf sculptures monumentales - Invité à La Baule, esplanade François-André, La Baule, France[4].

## Musées
- 1976
  - Museo d'Arte Moderno Milano, Italie.
  - Musée Rodin, Paris, France.
- 1986
  - Musée Campredon : en permanence une sculpture monumentale - L'Isle-sur-la-Sorgue, France.
  - Museum of Arts and Sciences, Daytona Beach, États-Unis.
  - Cuban Arts Museum, Miami - États-Unis.
- 1988 - Musée du Grand Palais, Paris, France.
- 1989 - Palais Esterhazy, Vienne, Autriche.
- 1991 - Musée de Menton, palais Carnolès, Menton, France.
- 1994 - Musée Despiau-Mont-de-Marsan, France.
  - Museum of Vero Beach, Vero Beach, États-Unis.
  - Musée d'Issoire, Issoire, France.
  - Musée de plein air Golf de l'Amirauté : en permanence quatre sculptures, Deauville, France.
- 2014 - Musée Bernard-Boesch, Le Pouliguen, France